# Эхатор, Джефф
Джефф Эхатор (англ. Jeff Ekhator; род. 11 ноября 2006, Альбиссола-Марина, Лигурия) — итальянский футболист нигерийского происхождения, нападающий клуба «Дженоа».

## Карьера
Джефф начинал заниматься футболом в любительском клубе «Дон Боско», организованном в районе Сампьердарена, находящемся в Генуе. В детском возрасте привлёк внимание скаутов таких клубов, как «Сампдория», «Виртус Энтелла» и «Дженоа». В возрасте 8 лет Джефф перебрался в академию последнего. Прошёл все стадии обучения вплоть до основной команды. В сезоне 2023/2024 вместе с «Дженоа» стал чемпионом Италии среди команд до 18 лет
В июле 2024 года вызван главным тренером «Дженоа» Альберто Джилардино на сборы с основной командой.
9 августа 2024 года Эхатор дебютировал в профессиональном футболе, выйдя на замену на 85-й минуте вместо Витиньи в поединке первого раунда Кубка Италии против «Реджаны». 17 августа 2024 года Эхатор дебютировал в Серии А в поединке против «Интернационале», выйдя на замену на 86-й минуте вместо Милана Баделя.